# آنتونی گائودی (فیلم)
آنتونی گائودی (Antonio Gaudi) فیلم مستندی است،به کارگردانیِ تشیگاهارا هیروشی، محصول سالِ ۱۹۸۴ کشور ژاپن است.